# Mercedes-Benz M-Klasse

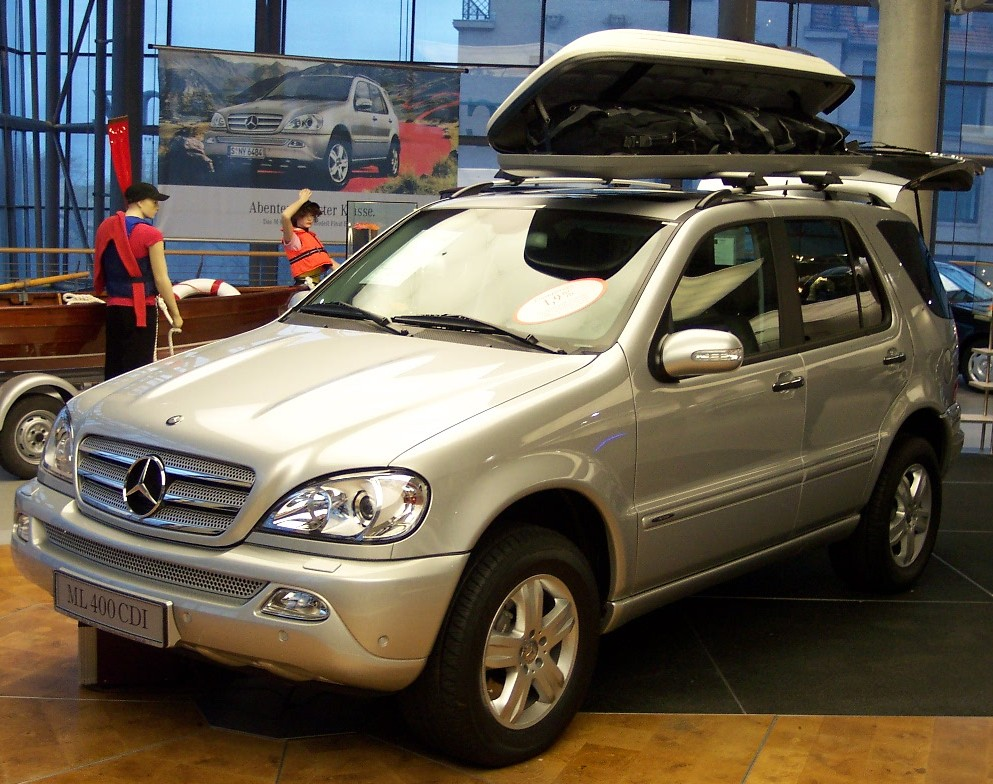
De Mercedes-Benz W163, van 1997 tot 2005

De Mercedes-Benz M-Klasse was de eerste SUV van Mercedes-Benz. Hij bestaat sinds 1997. In 2005 kwam de tweede en in 2011 de derde generatie uit.
De M-Klasse van Mercedes moet concurreren met onder andere de BMW X5, de Porsche Macan, de Range Rover Evoque en de Volvo XC90. De M-Klasse wordt net als de R-Klasse gebouwd door Mercedes-Benz Tuscaloosa in de Verenigde Staten en in Mexico.
Sinds april 2015 is de M-Klasse hernoemd naar GLE-Klasse.

## Generaties

### W163
De W163 is gebouwd van 1997 tot 2005. Van de eerste M-Klasse zijn sinds 1997 meer dan 600 000 exemplaren verkocht.

### W164
De M-Klasse type W164, die vanaf 2005 werd geproduceerd, is groter dan zijn voorganger. Het onderstel van de M-Klasse werd vervangen door een zelfdragende structuur. Ook de aandrijving is aangepast: elke auto in de M-Klasse is uitgerust met de 7G-Tronic-zeventrapsautomaat van Mercedes-Benz.

### W166 (2011-2019)
In juli 2011 werd de derde generatie van de M-Klasse, de W166, geïntroduceerd. Reeds in 2006 was begonnen met de ontwikkeling van de W166, waarbij Emiel Burki tekende voor het eindontwerp. Ook deze versie van de M-Klasse werd gebouwd in Tuscaloosa, Alabama (USA).
Het ontwerp van de W166 heeft kenmerken van de Mercedes-Benz SLS en de nieuwe generatie Mercedes-Benz E-Klasse. De brede C-stijl (gelijk aan de eerdere generaties ML) suggereert dat er sprake is van een sedan, waar een stuk achterop gezet is. Ook is er meer beenruimte voor passagiers achterin en is de rugleuning van de in delen neerklapbare achterbank verstelbaar.
Het motorengamma is uitgebreid met een viercilinder diesel (2.2 Bluetec). Deze vervangt de 2.5 zescilinder diesel en heet niet meer CDI, maar Bluetec. Naast deze dieselmotor is er nog een diesel (de 350 Bluetec) en drie benzinemotoren (350 BlueEfficiency/ 400 BlueEfficiency/ 500 BlueEfficiency). Daarnaast is er een ML 63 AMG uitgebracht.
De M-Klasse is standaard uitgerust met de breed gevoerde 7-traps automaat. Ook hebben de modellen voor de Nederlandse markt standaard een 4-Matic vierwielaandrijving.
Vanaf 2015 is de naam ML veranderd in GLE. Dit was een keuze van Mercedes-Benz om meer standaardisatie binnen de complete modellenreeks te verkrijgen.

## Technische gegevens
Er wordt gesteld dat door het optioneel aanbieden van korte aandrijfverhoudingen de standaard-M-Klasse gehandicapt is (zoals elke SUV) in geaccidenteerd terrein.
De W164 deelt zijn technische basis met de R-Klasse en de toekomstige Mercedes-Benz GL-Klasse.
| Model                                                           | ML 280 CDI              | ML 320 CDI              | ML 350          | ML 500          | ML 63 AMG       |
| --------------------------------------------------------------- | ----------------------- | ----------------------- | --------------- | --------------- | --------------- |
| Motor                                                           | common-rail-dieselmotor | common-rail-dieselmotor | ottomotor       | ottomotor       | ottomotor       |
| Cilinders                                                       | V6                      | V6                      | V6              | V8              | V8              |
| Motorinhoud                                                     | 2987 cm³                | 2987 cm³                | 3498 cm³        | 4966 cm³        | 6208 cm³        |
| Vermogen                                                        | 140 kW (190 pk)         | 165 kW (224 pk)         | 200 kW (272 pk) | 225 kW (306 pk) | 375 kW (510 pk) |
| Max. koppel                                                     | 440 Nm                  | 510 Nm                  | 350 Nm          | 460 Nm          | 630 Nm          |
| Acceleratie (0 - 100 km/h)                                      | 9,8 s                   | 8,6 s                   | 8,4 s           | 6,9 s           | 5,0 s           |
| Topsnelheid                                                     | 205 km/h                | 215 km/h                | 225 km/h        | 240 km/h        | 250 km/h        |
| Brandstofverbruik per 100 km (gecombineerd naar EG-richtlijnen) | 9,6 l diesel            | 9,6 l diesel            | 9,5 l benzine   | 13,4 l benzine  | 16,5 l benzine  |

## Galerij

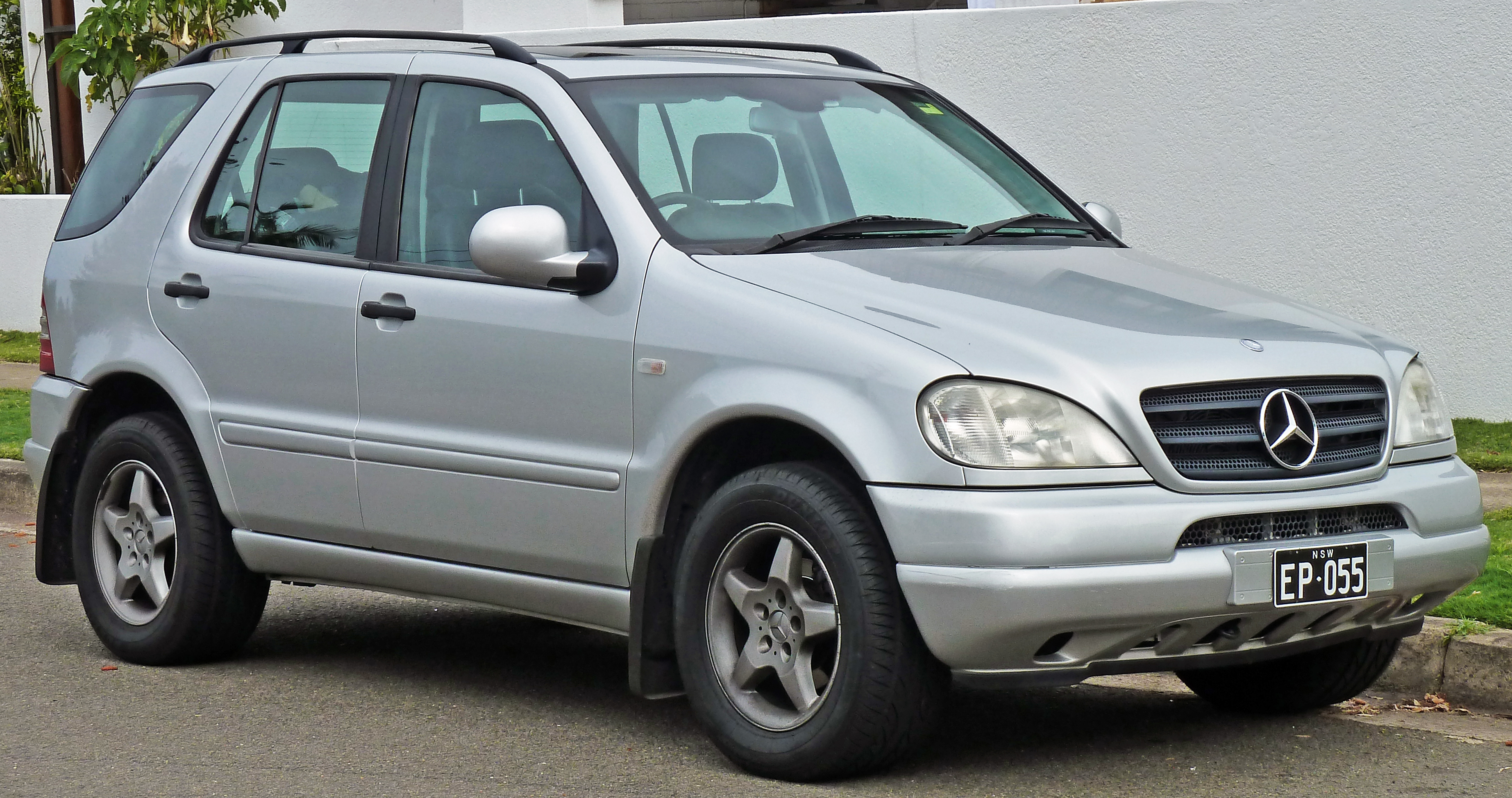
M-Klasse (W163)
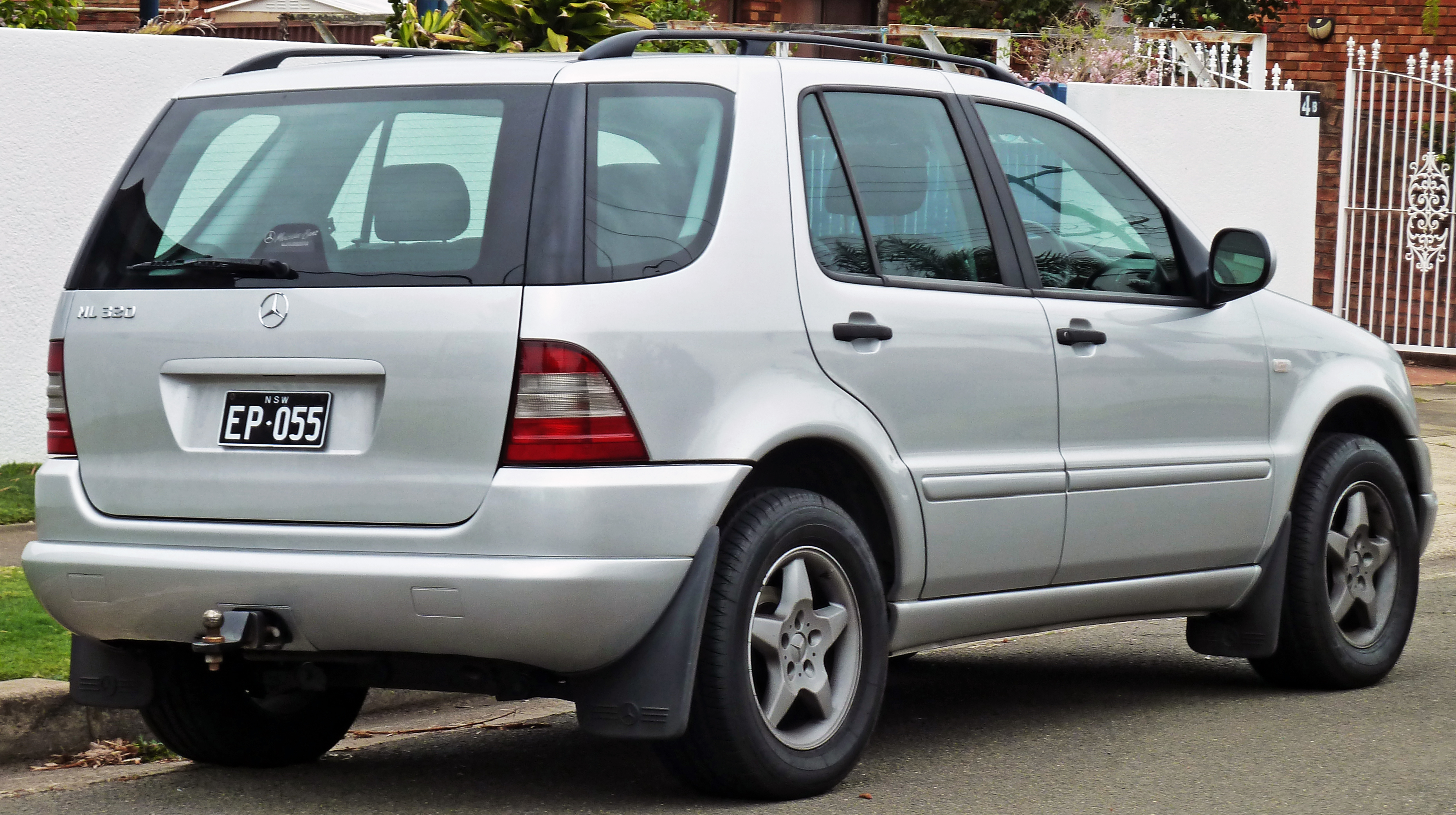
M-Klasse (W163)
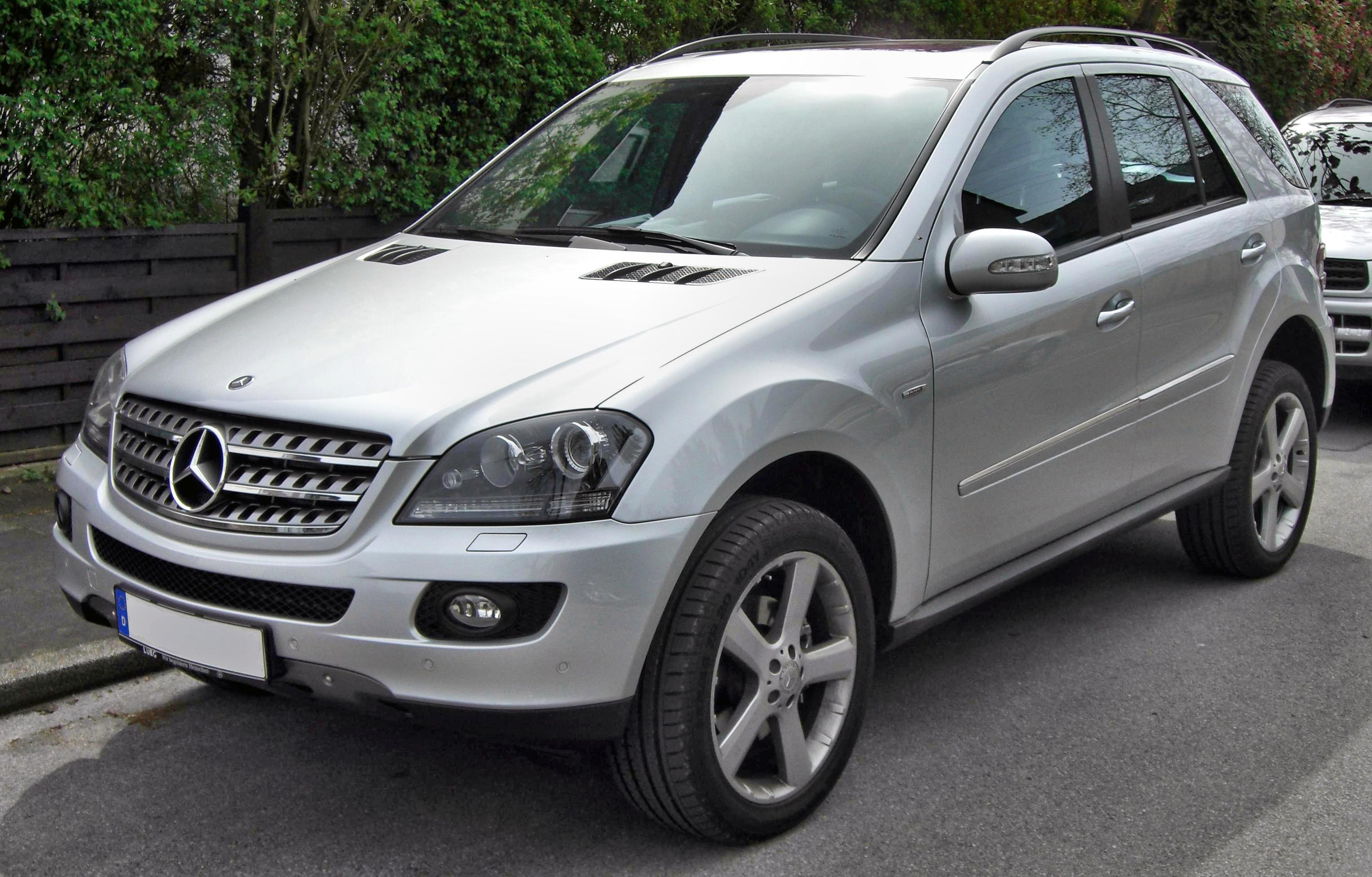
M-Klasse ML 280 CDI (W164)
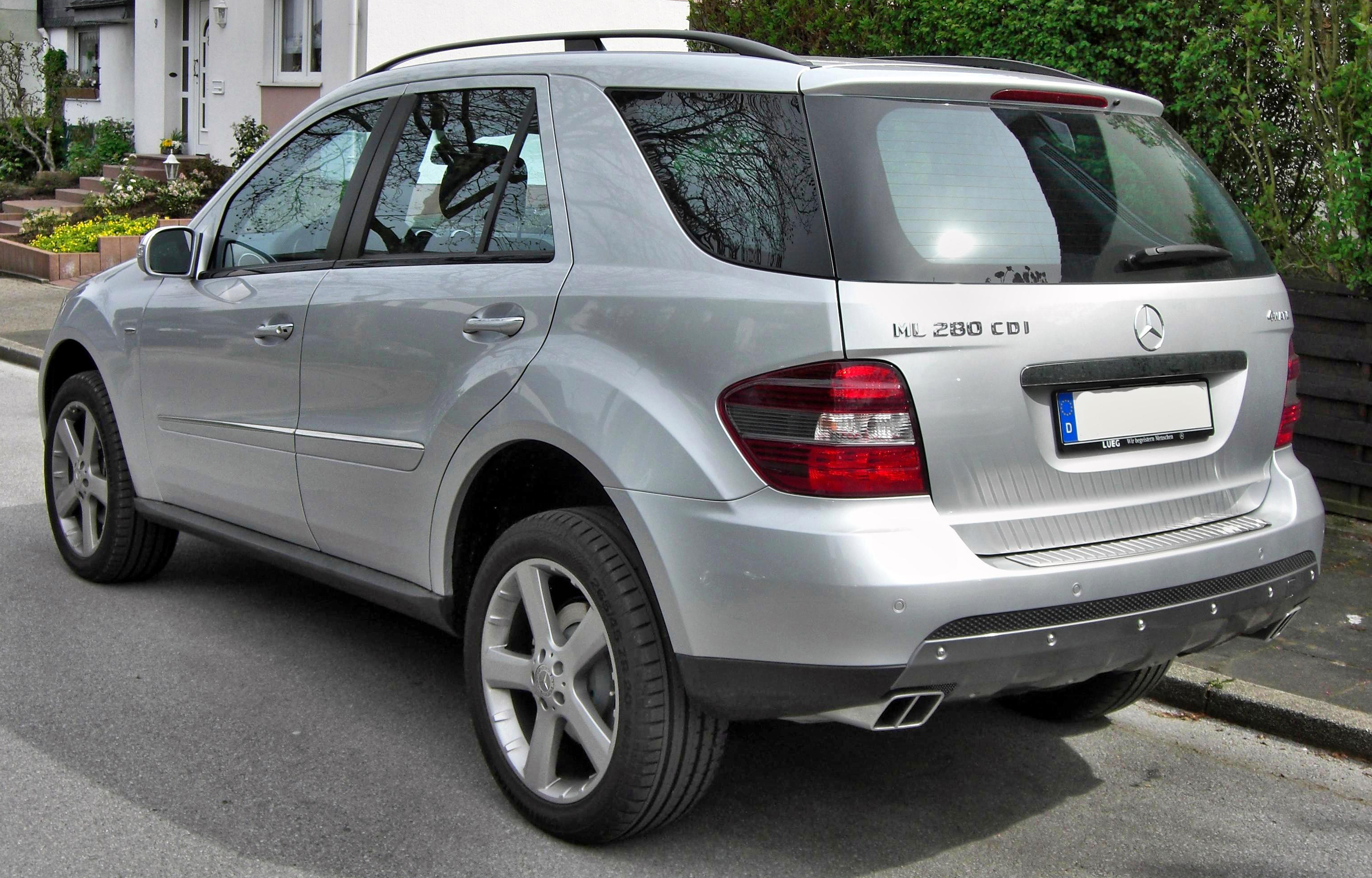
M-Klasse ML 280 CDI 4MATIC (W164)
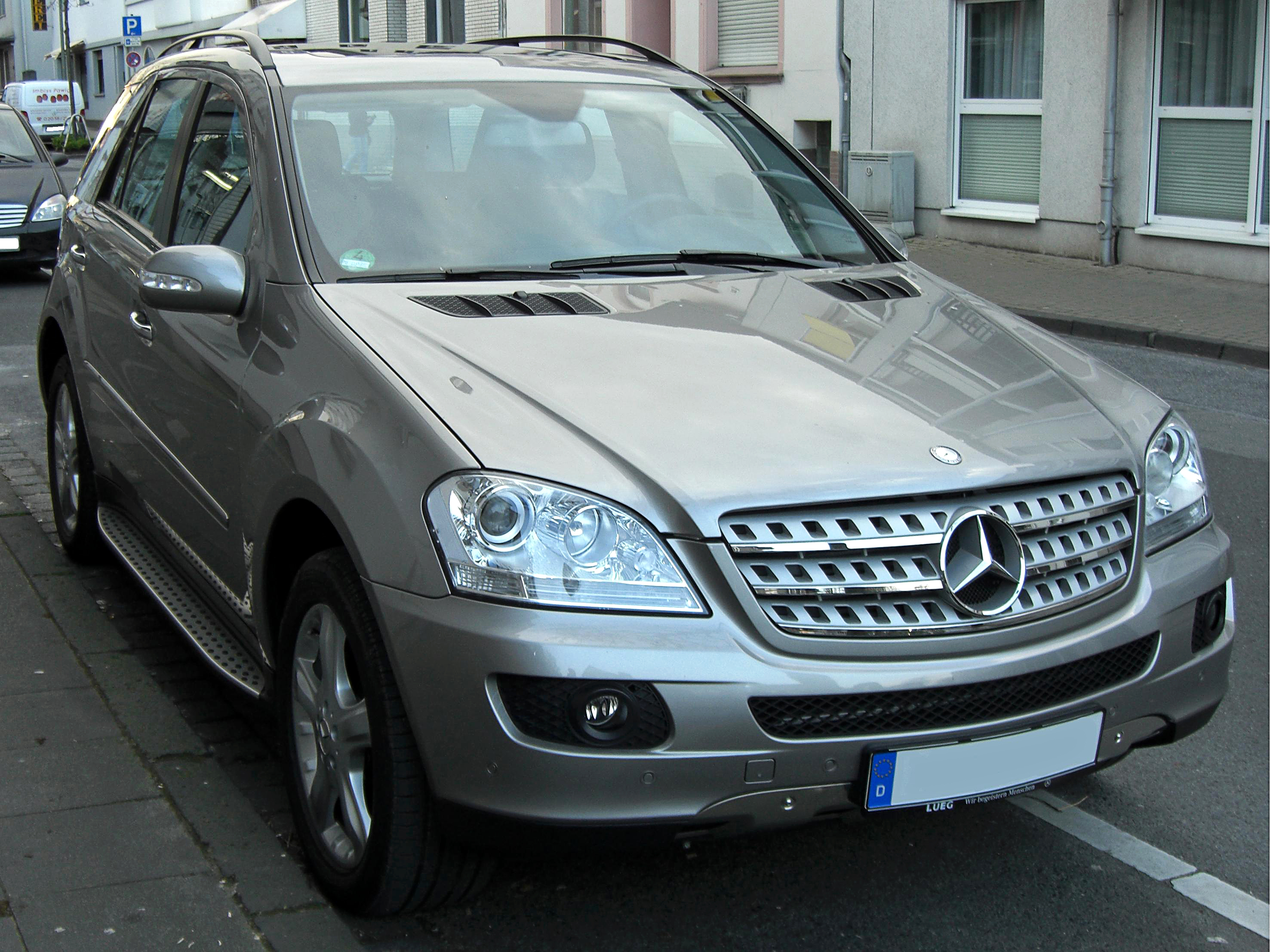
M-Klasse (W164)
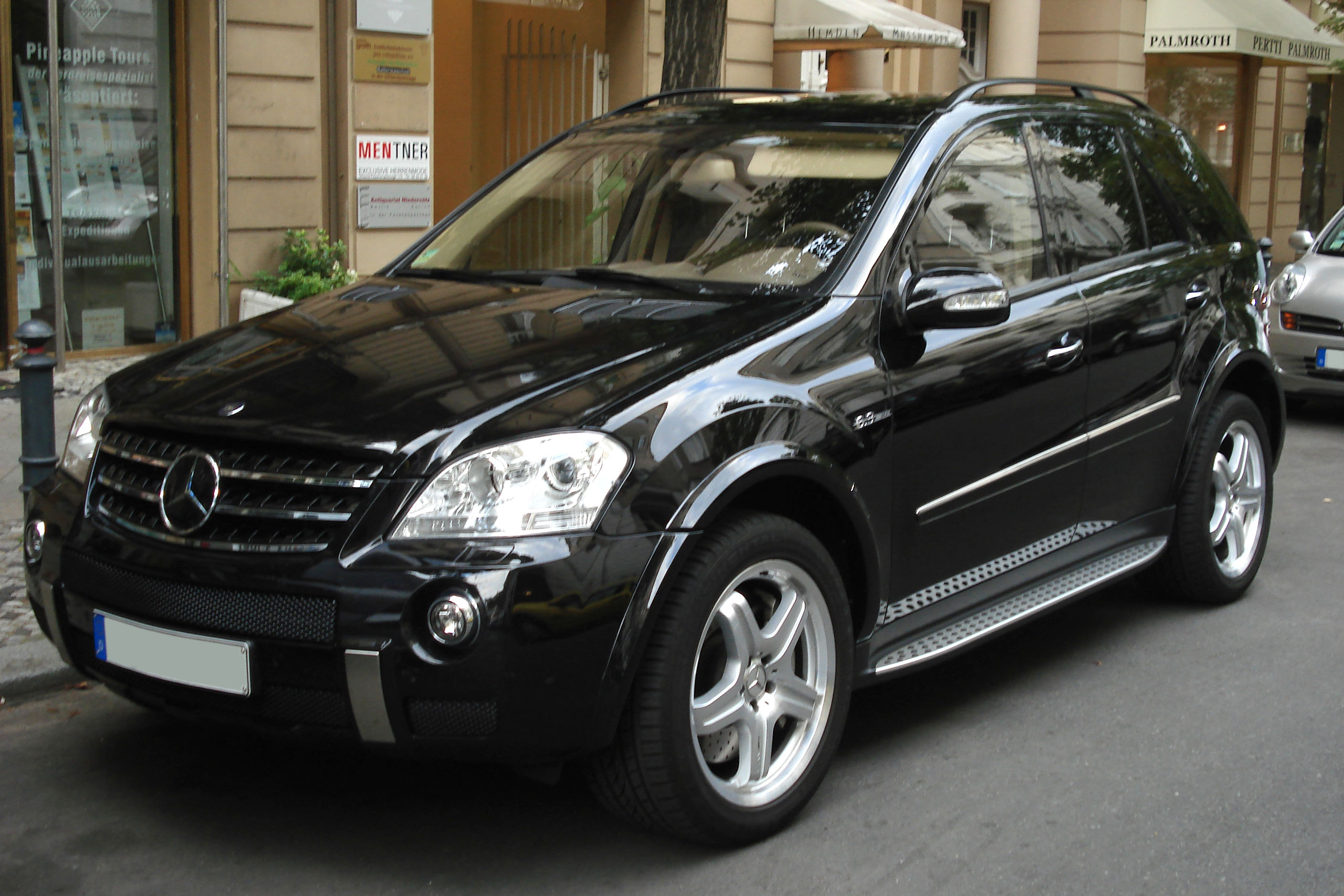
ML 63 AMG (W164)
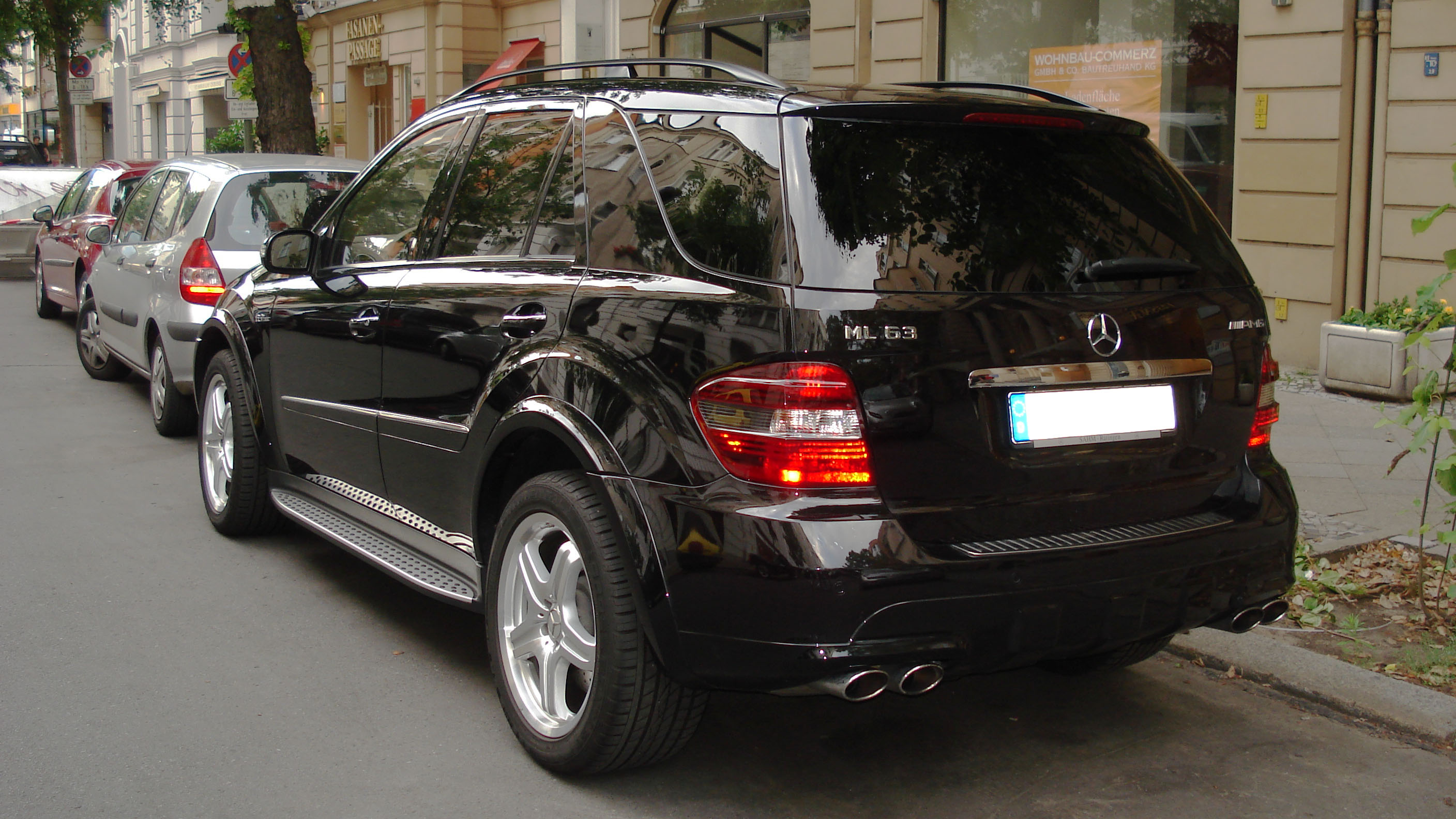
ML 63 AMG (W164)
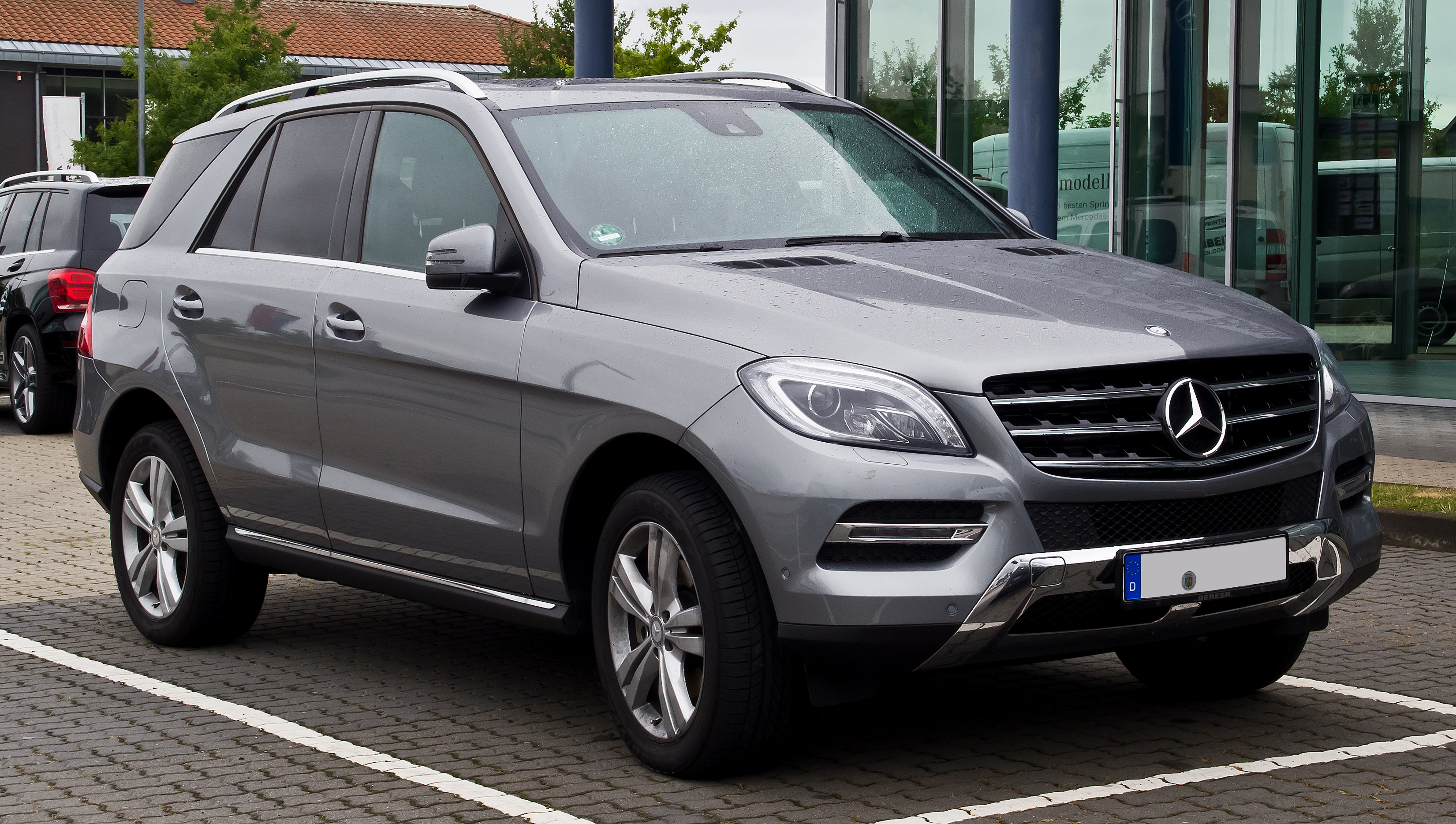
Mercedes Benz W166
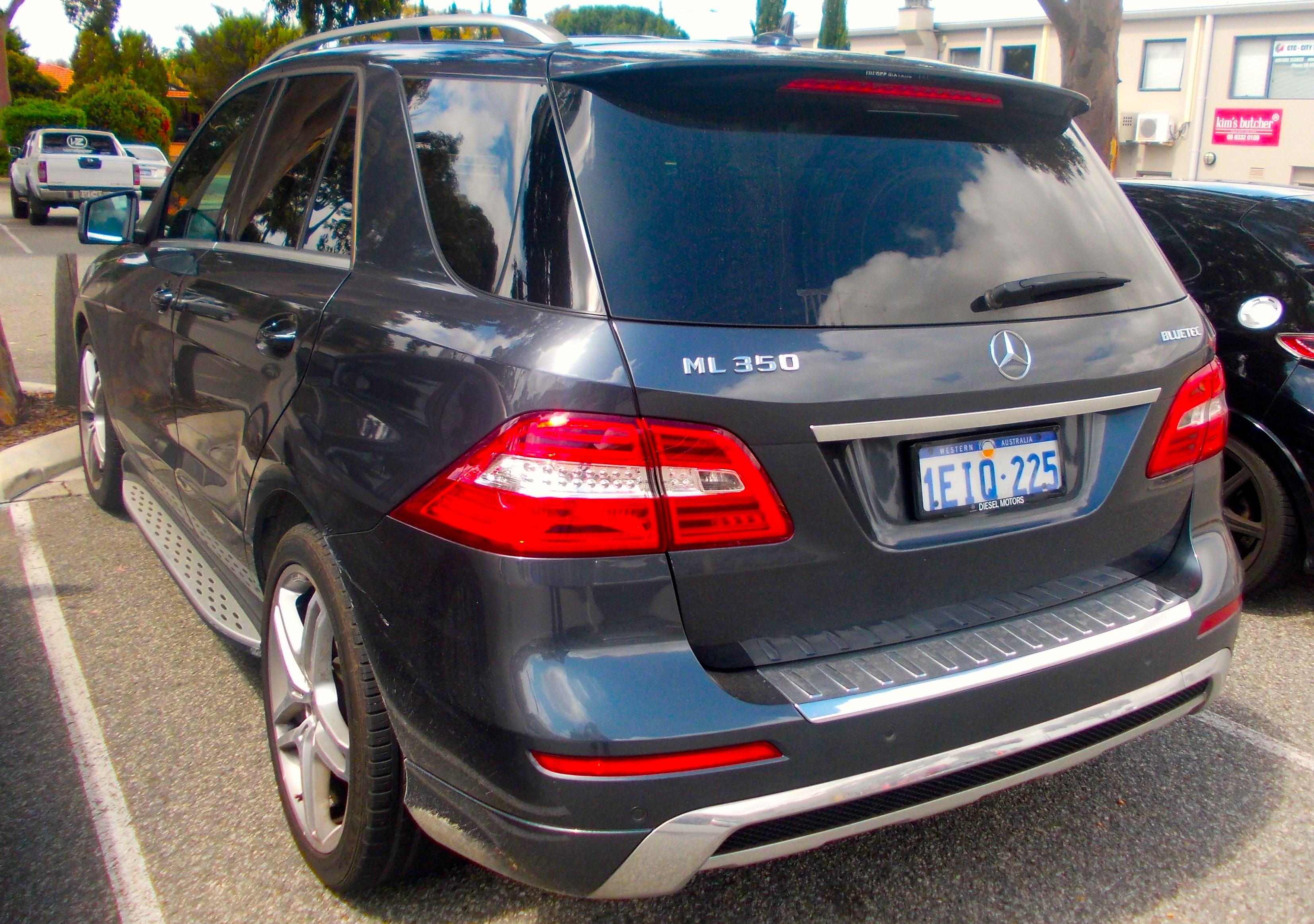
Mercedes Benz W166